# Кастелан (стадион)
Кастелан, официальное название стадиона Эстадио Губернатор Пласидо Кастело (порт. Estádio Governador Plácido Castelo; Castelão) — футбольный стадион в Бразилии, расположенный в Форталезе. Стадион открыт 11 ноября 1973 года в Форталеза, штат Сеара, с максимальной вместимостью 60 326 человек. Является домашним стадионом для команд «Сеара» и «Форталеза». Назван в честь Пласидо Адералдо Кастело — губернатора штата Сеара в 1966—1971 гг.

## История
Строительство стадиона Кастелан было завершено в 1973 году. Торжественное открытие произошло 11 ноября того же года.
Первый матч был сыгран 11 ноября 1973 года. Тогда «Сеара» и «Форталеза» сыграли вничью со счётом 0:0.
Первый гол на стадионе был забит 18 ноября 1973 года. Он принес «Сеаре» победу над салвадорской «Виторией».
Рекорд посещаемости стадиона установлен 27 августа 1980 года и составляет 118 496 человек. Тогда Сборная Бразилии победила сборную Уругвая со счётом 1:0.

## Кубок Конфедераций 2013
В рамках турнира состоялось три встречи: две игры группового этапа и полуфинал
Время местное
| Дата         | Время | Команда 1 | Счёт                  | Команда 2 | Стадия    | Зрители |
| 19 июня 2013 | 16:00 | Бразилия  | 2–0                   | Мексика   | Группа А  | 57,804  |
| 23 июня 2013 | 16:00 | Нигерия   | 0-3                   | Испания   | Группа B  | 51,263  |
| 27 июня 2013 | 16:00 | Испания   | 0-0 (по пенальти 7-6) | Италия    | Полуфинал | 56,083  |

## Чемпионат мира по футболу 2014
Стадион Кастелан стал одним из мест проведения Чемпионата мира по футболу 2014, который состоялся в Бразилии. После застройки вместимость стадиона была увеличена до 66 700 тыс.

### Матчи чемпионата, состоявшиеся на стадионе
Время местное
| Дата         | Время | Команда 1  | Счёт | Команда 2   | Стадия        | Зрители |
| 14 июня 2014 | 16:00 | Уругвай    | 1–3  | Коста-Рика  | Группа D      | 58,679  |
| 17 июня 2014 | 16:00 | Бразилия   | 0–0  | Мексика     | Группа A      | 60,342  |
| 21 июня 2014 | 16:00 | Германия   | 2–2  | Гана        | Группа G      | 59,621  |
| 24 июня 2014 | 17:00 | Греция     | 2–1  | Кот-д’Ивуар | Группа C      | 59,095  |
| 29 июня 2014 | 13:00 | Нидерланды | 2–1  | Мексика     | 1/8 финала    | 58,817  |
| 4 июля 2014  | 17:00 | Бразилия   | 2–1  | Колумбия    | Четвертьфинал | 60,342  |